# Kraftwerk Wägital
Das Kraftwerk Wägital, bis 1974 Kraftwerk Wäggital, ist ein Pumpspeicherkraftwerk im Kanton Schwyz. Die zweistufige Anlage war bei ihrer Inbetriebnahme das grösste Pumpspeicherkraftwerk der Welt. Zum Kraftwerk gehört der Wägitalersee, dessen Staumauer Schräh bei ihrer Fertigstellung die höchste der Welt war. Erbaut wurde das Kraftwerk zwischen 1922 und 1926, ein Teilbetrieb war bereits 1924 möglich.

## Geschichte
Die Geschichte des Kraftwerks beginnt 1895, als sich das Wetziker Konsortium, bestehend aus Zürcher Oberländer Industriellen, sich zum Ziel setzte, im wasserreichen und topografisch günstigen Innerthal ein Kraftwerk zu errichten. Die Bezirkslandgemeinde March erteilte 1896 die Konzession zur Nutzung der Wasserkraft. Sondierungen am Standort der geplanten Staumauer ergaben geologische Risiken, so dass 1898 eine zweite Konzession für eine Ausweichvariante mit einem Erddamm eingeholt wurde. Die Konzession wurde 1899 vom Wetziker Konsortium an die Maschinenfabrik Oerlikon (MFO) abgetreten, die damals führend auf dem Gebiet der Stromerzeugung und -übertragung war. Das Projekt sah vor, auf der hinteren Talhälfte hinter dem Schlierenbachdelta einen 25 Meter hohen Erddamm zu errichten. Von dort sollte das Wasser durch Stollen zu den Turbinen in Siebnen geleitet werden. Auch das Projekt der MFO wurde nicht realisiert und 1910 zusammen mit der Konzession an die Elektrizitätswerke des Kantons Zürich (EKZ) verkauft. Diese bildeten zusammen mit dem Elektrizitätswerk der Stadt Zürich die Wägitalkommission für die Planung und den Bau des Kraftwerks.
Nach der Gründung der Nordostschweizerischen Kraftwerke AG (NOK) im Jahre 1914 traten die EKZ ihren Anteil an die neue Gesellschaft ab. Die Planung der heutigen Anlage begann. Im Gegensatz zu früheren Projekten wurde eine höhere Staumauer und ein zweistufiger Ausbau als Pumpspeicherkraftwerk zur Erzeugung von Spitzen- und Winterenergie vorgesehen. Die Anlage wurde so ausgelegt, dass während den fünf Wintermonaten während dem Fabrikbetrieb 108 MW abgegeben werden konnten, wobei von 1200 Betriebsstunden ausgegangen wurde. Für dieses Kraftwerk wurde 20. Januar 1918 eine neue Konzession zur Nutzung der Wasserkraft der Wägitaler Aa und des Trepsenbaches mit einer Laufzeit von 80 Jahren erteilt. Bis 1921 wurde das Projekt zur Baureife gebracht.  Am 25. November 1921 wurde die Aktiengesellschaft Kraftwerk Wäggital (AKW) mit einem Aktienkapital von 40 Mio. Franken gegründet und im Frühjahr 1922 offiziell mit dem Bau begonnen. Im April 1924 ging die erste Maschinengruppe in der Zentrale Siebnen in Betrieb, der Aufstau des Wägitalersees begann im Juli 1924 und am 4. Januar 1926 ging die letzte Turbine in der Zentrale Rempen in Betrieb genommen, es waren allerdings noch Nacharbeiten notwendig. Die Bauarbeiten an der Strasse, die dem Seeufer entlang führt, an Neu-Innertal waren Ende September 1926 abgeschlossen. Die Baukosten des ganzen Kraftwerks betrugen 80 Mio. Franken.

Radlader beim Aufräumen nach dem Kraftwerksunfall vom 15. Juli 1970

Das Kraftwerk wurde 1961 bis Ende 2040 konzessioniert, wobei der Entscheid über den Weiterbetrieb bereits bis Ende 2024 gefällt werden muss. Zwischen 1964 und 1969 wurden in der Zentrale Siebnen bei laufendem Betrieb die veralteten elektrischen Anlagen ersetzt, der Betrieb automatisiert und auf Fernsteuerung umgestellt. Die gleichen Erneuerungsarbeiten wurden auch in der Zentrale Rempen durchgeführt, die nach einem Bruch der Druckrohrleitung im Apparatehaus Rempen am 15. Juli 1970 ausser Betrieb genommen werden musste. Der Bruch ereignete sich, nachdem die Drosselklappe einer der beiden Rohrleitungen vom Apparatehaus zum Maschinenhaus geschlossen wurde und durch den Druckstoss eine Längsschweissnaht an einem Rohr aufgrund eines Bindefehlers aufplatzte. Das Wasser drang durch die Wartungsluke in die zweite Druckleitung ein, die wegen Wartungsarbeiten stillgelegt war. Die drei italienischen Gastarbeiter, die dort mit Sandstrahlarbeiten beschäftigt waren, kamen durch die Wassermassen ums Leben. Das austretende Wasser führte zu grossen Flurschäden. die Wägitalerstrasse und das Kraftwerksareal um die Zentrale Rempen war mit einer bis zu zwei Meter hohen Schlamm- und Steinschicht bedeckt. Materialuntersuchungen an der Druckrohrleitung ergaben, dass die Leitungen beider Kraftwerksstufen nicht mehr den üblichen Sicherheitsstandards entsprachen, weshalb sie durch das Einschieben neuer Rohre in die bestehende Leitung erneuert wurden, was zu einem Totalausfall des Kraftwerks zwischen Mai 1971 und Ende 1972 führte.

## Anlage

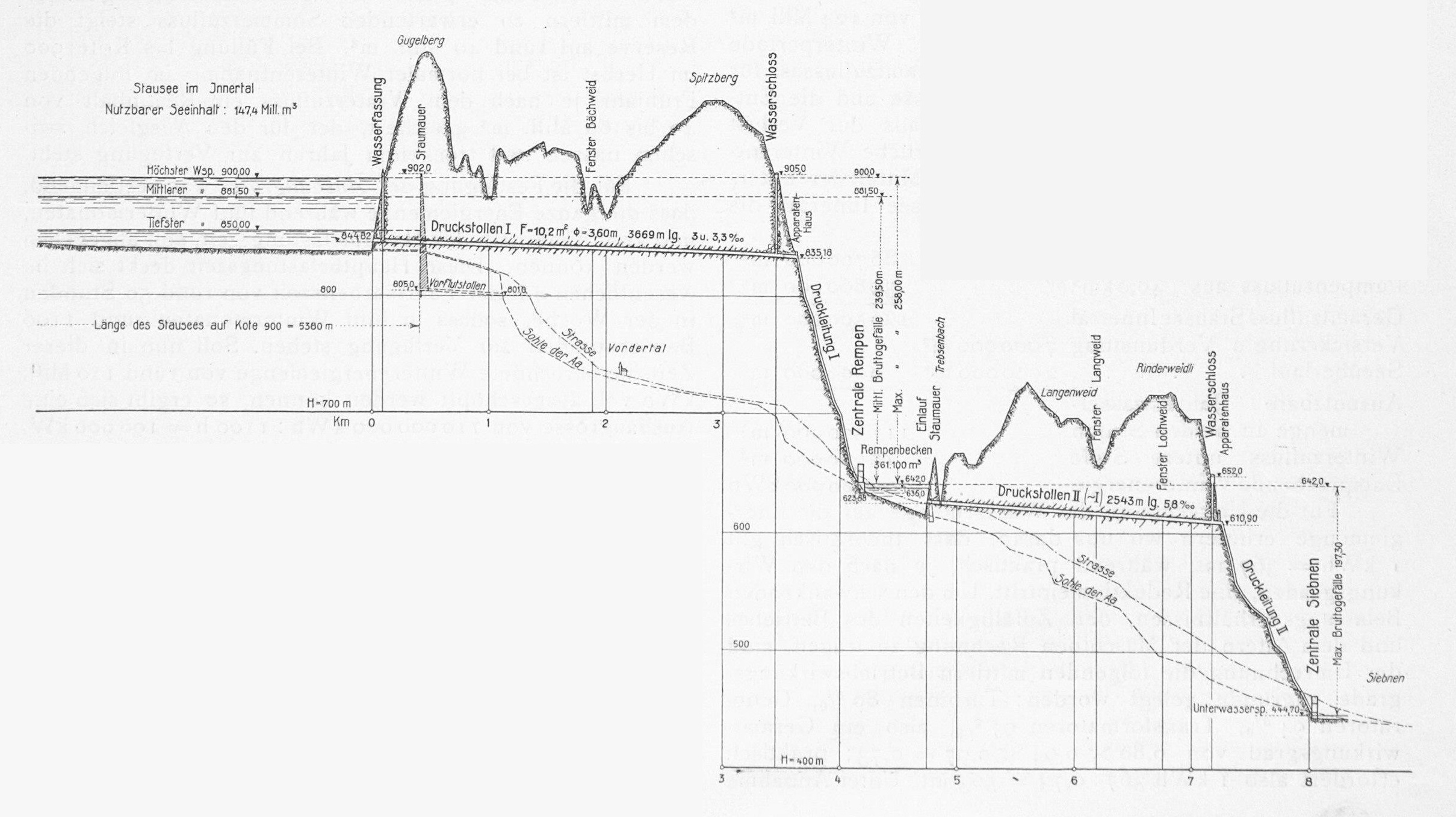
Längenprofil der Kraftwerksanlage

Das Kraftwerk ist als zweistufige Anlage konzipiert, wobei die obere Stufe einen Pumpspeicherbetrieb ermöglicht. Für den Betrieb der oberen Stufe wird das Wasser im Wägitalersee mit einem Einzugsgebiet von 42,4 km²  gesammelt und über einen Druckstollen zum Wasserschloss und Apparatehaus im Oberen Sptizwald oberhalb von Rempen geleitet und von dort über zwei oberirdische Druckleitungen zum Maschinenhaus Rempen geführt. Das Nettogefälle der oberen Stufe beträgt zwischen 223 und 247 m. Vom Maschinenhaus Rempen fliesst das Wasser in den Rämpensee, auch Rempenbecken genannt, mit einem Nutzinhalt von 360'000 m³. Der See selbst hat ein weiteres Einzugsgebiet von 40 km², darunter das Einzugsgebiet des Trepsenbachs, dessen Wasser auf 642 m ü. M. gefasst wird und über einen 260 m langen Stollen in den See geleitet wird. Er dient als Ausgleichsbecken und als Reservoir für den Pumpbetrieb. Für den Betrieb der unteren Stufe wird das Wasser vom Rämpensee über einen Druckstollen zum Wasserschloss und Apparatehaus am Stockberg bei Eisenburg geleitet und von dort über zwei unterirdisch verlegte Druckleitungen zum Maschinenhaus Siebnen geleitet. Das Nettogefälle der unteren Stufe beträgt 180 bis 190 Meter.

### Architektur und Technik

#### Staumauer Schräh

##### Bau

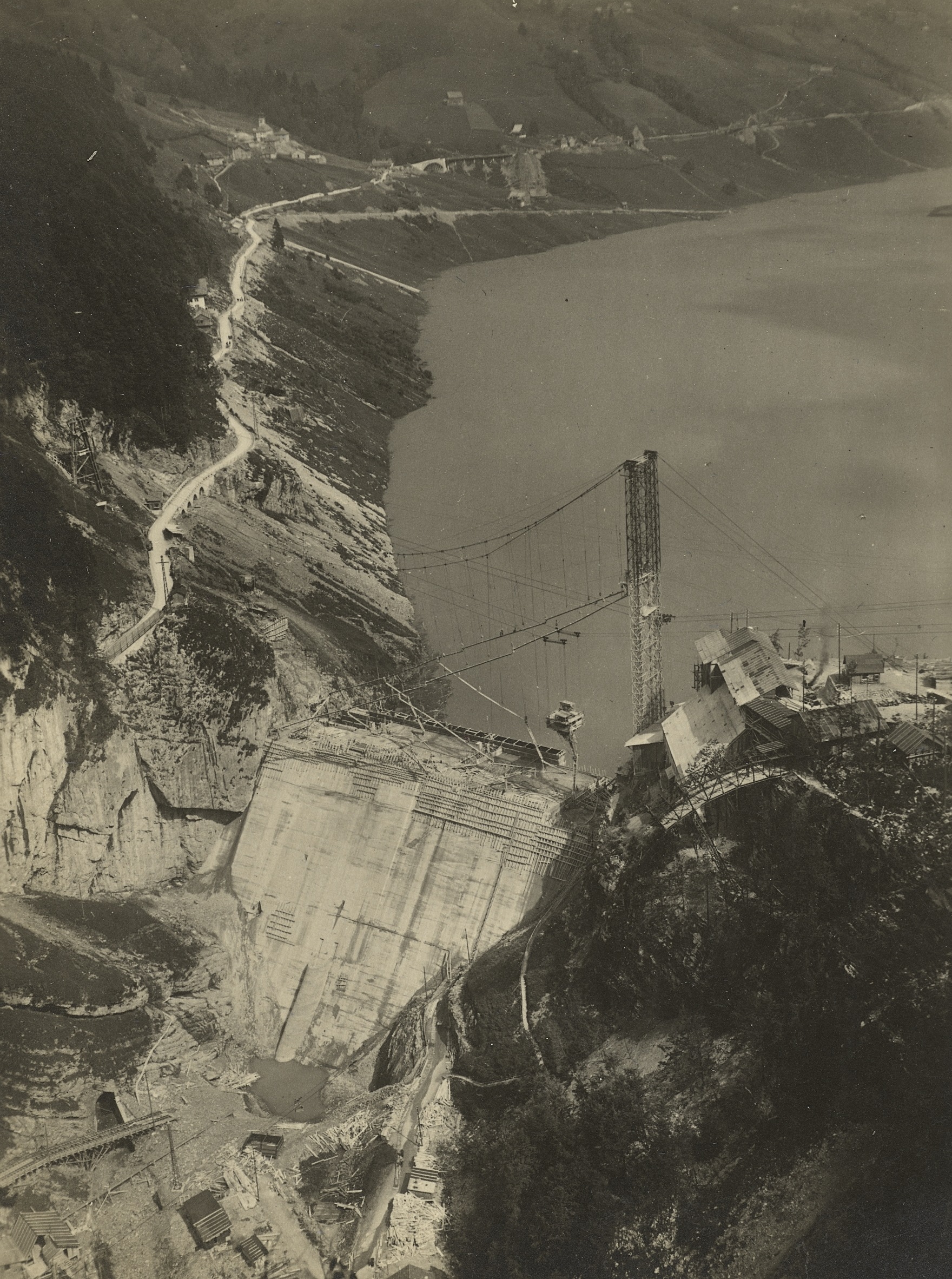
Baustelle der Staumauer im August 1924

Der Bau der Staumauer begann im August 1922 mit dem Aushub der Baugrube und der Einrichtung des Installationsplatzes im Stockerli. Die Wägitaler Aa und der Schrähbach wurden von einem Erddamm in einen 280 m langen Umlaufstollen geleitet, der später zum Grundablass umgebaut wurde. Der Aushub der Baugrube erfolgte mit einem dampfbetriebenen Hochlöffelbagger der Firma Menck & Hambrock, unterstützt von einem Seilbagger der Firma Bucyrus aus den USA. Der Aushub wurde in asymmetrischen Trichterwagen mit einer Feldbahn an den Rand der 125 × 50 m grossen Baugrube transportiert und mit zwei Schrägaufzügen aus der Baugrube direkt in die Sand- und Kiesaufbereitungsanlage im Stockerli befördert, wo der Aushub gewaschen und als Zuschlagstoff für den Beton aufbereitet wurde. Nicht benötigtes Ausbruchmaterial wurde auf einer Deponie im Stockerli abgelagert. Zusätzlich wurde die Aufbereitungsanlage im Stockerli mit Kieselkalk aus dem Steinbruch Kilchblatt versorgt. Zu diesem Zweck wurde eine Feldbahn gebaut, die den Talboden mit einer Trestelbrücke unterhalb des Stockerli überquerte. Zum Einsatz kamen Dampflokomotiven von Orenstein & Koppel und Hanomag.
Von der Sand- und Kiesaufbereitungsanlage im Stockerli führte eine Lorenseilbahn zum Betonwerk auf dem Schrährücken, das auch Material aus einem Steinbruch auf dem Schrährücken erhielt, das in einer eigenen Aufbereitungsanlage aufbereitet wurde. Im Betonwerk wurden Sand und Kies in fünf Silos gelagert, ein sechstes Silo diente der Lagerung von Zement. Gesteinskörnung und Zement wurde über Förderbändern zwei Betonmischern zugeführt und von dort über zwei an Seilen hängende eiserne Betonrinnen in die Schalung der Staumauer geleitet oder von einem Kabelkran mit einem drei Kubikmeter fassenden Betonkübel über eine an einem eigenen Kabelkran hängende Giessvorrichtung in die Schalung eingebracht.  Die Betoniearbeiten begannen im Mai 1923, der letzte Beton wurde im Juni 1924 vergossen. In den 1930er Jahren wurde die Luftseite der Mauer als Schutz gegen Frostschäden mit Granit verkleidet.

##### Technik

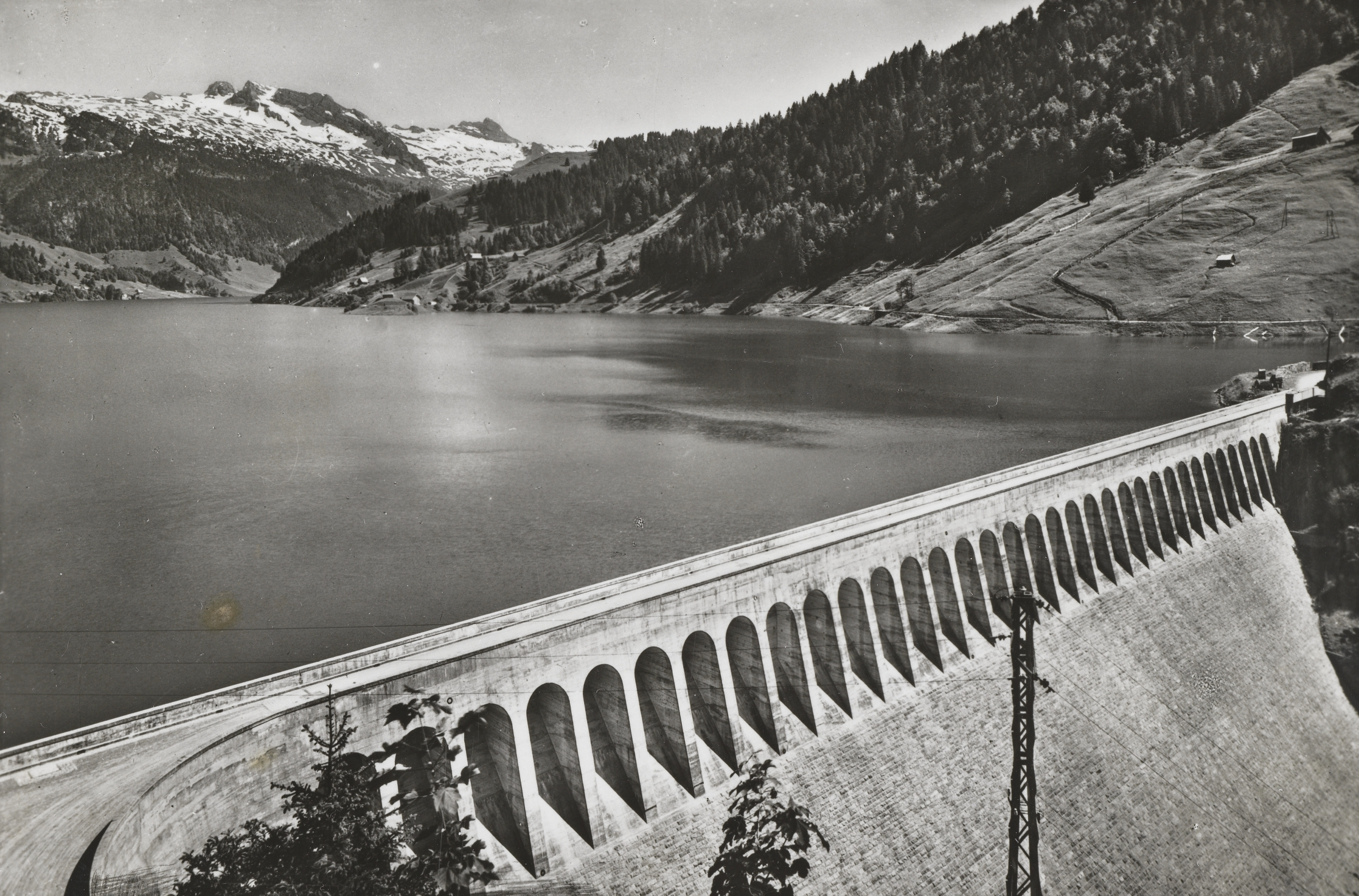
Staumauer Schräh mit Wägitalersee

Die Staumauer Schräh ist als Gewichtsstaumauer ausgeführt. Von den 111 m Gesamthöhe sind 66 m sichtbar über der Talsohle. Die Krone ist 150 m lang und 4 m breit.
Die maximale Staukote 900 m ü. M. berücksichtigt einen Meter Sicherheitsmarge, der für den Fall eines Bergsturzes oder Hochwassers vorgeschrieben ist. Das Füllen des Wägitalersees dauerte zwei Jahre, aus diesem Grund wurde schon während des Baus der Staumauer mit dem Aufstauen begonnen. Der Stausee wird als Einjahres-Speicher benutzt und darf aus geologischen, landschaftlichen und betrieblichen Gründen nur auf die minimale Staukote 880 m ü. M. abgesenkt werden. Der höchste Seestand im Jahreszyklus wird jeweils im Herbst erreicht. Das im See gespeicherte Wasser wird zum grössten Teil zur Stromerzeugung im Winter benutzt. Der tiefste Seestand wird somit jeweils im Frühling erreicht, bevor die Schneeschmelze einsetzt.
Auf der linken Seite befindet sich die Hochwasserentlastung mit drei Schützentafeln von einer Gesamtabflusskapazität von 105 m³/s.
Um die Hochwassersicherheit zu gewährleisten, wurde nachträglich auf der linken Seite ein Grundablass erstellt. Die zwei hintereinander montierten Abschlussorgane haben eine Kapazität von 45 m³/s. Zum Bau wurde von Tauchern wasserseitig eine Glocke angebracht und mit einer Tunnelbohrmaschine den Stollen durch die Staumauer gebohrt. Um die Taucharbeiten auszuführen, wurde der See auf die minimale Staukote abgesenkt.
Der 1924 beim Bau der Staumauer erstellte Grundablass mit drei Abschlussorganen hintereinander, wurde in den späten 90er-Jahren ausser Betrieb genommen und mit Beton ausgegossen.

#### Zentrale Rempen

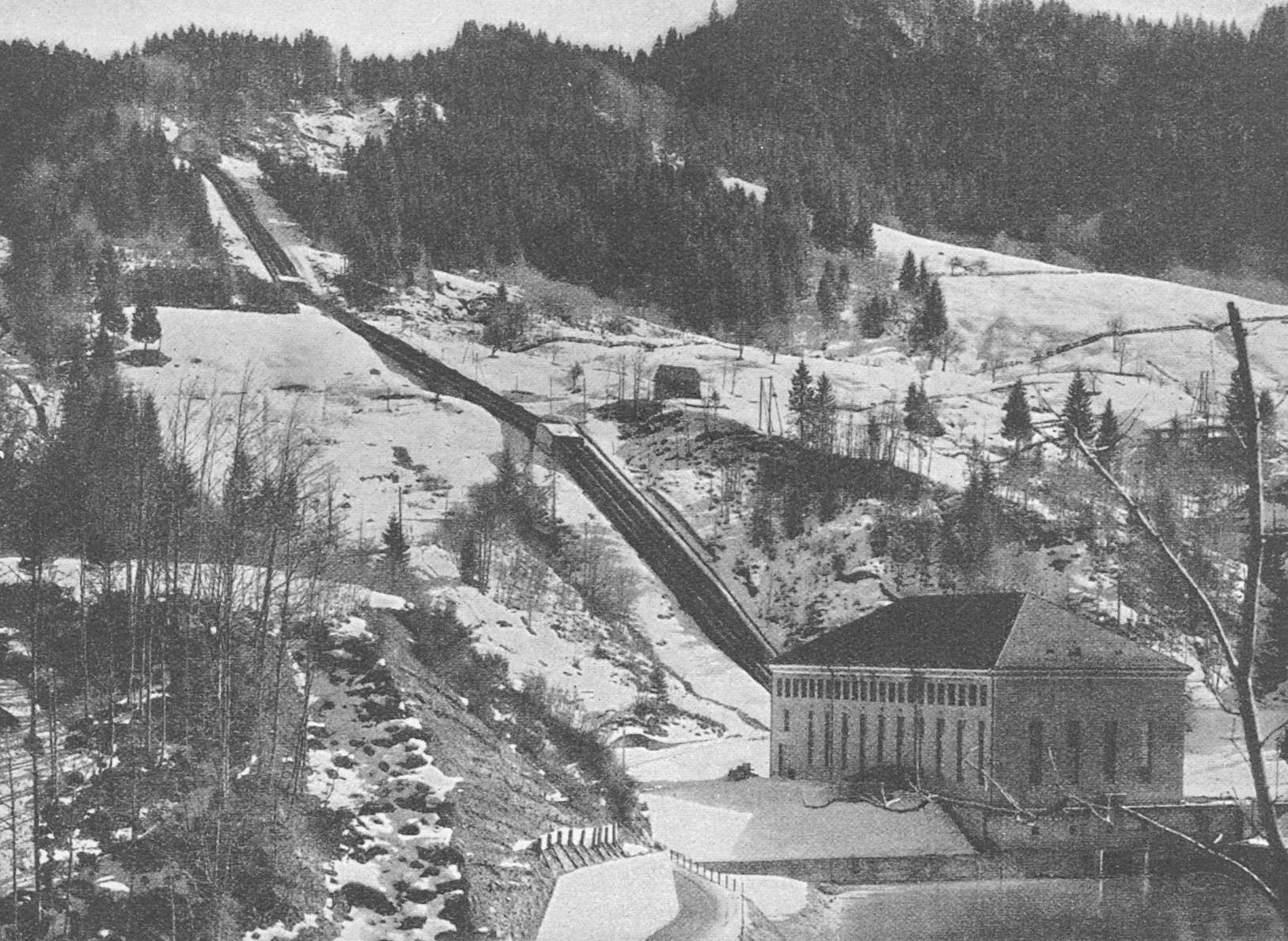
Zentrale Rempen mit Druckleitung

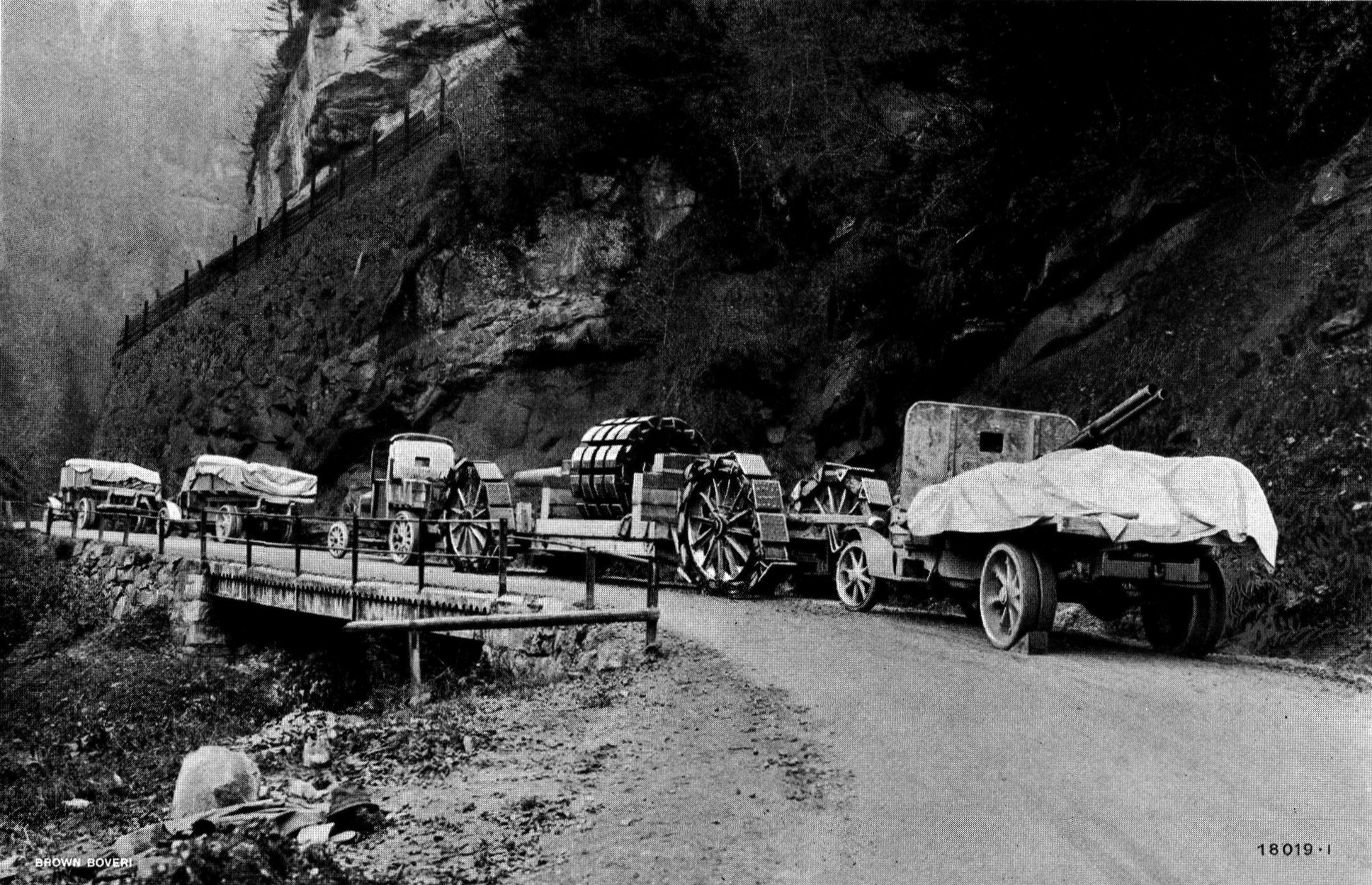
Transport des 25 t schweren Generator-Rotors zur Zentrale Rempen

Die Zentrale ist ein mit Kalksandstein ummauerter Stahlskelettbau mit rechteckigem Grundriss und Walmdach. Die Pläne stammten vom Architekturbüro Müller & Freytag. Die Fassade wurde zwischen 1969 und 1972 renoviert, wobei 1970 der blaue Anstrich und der gemalte Fries von Bodmer und Rubli, bestehend aus einer Folge von Tondo und fünf kannelürenartigen Säulen, an der Dachuntersicht entfernt wurden.
Bei der Erstinstallation wurden vier vertikalachsige Francisturbinen mit jeweils 19'000–20'000 PS an der Turbinenwelle bei 500 Umdrehungen pro Minute eingebaut. Jede Turbine besitzt einen eigenen Drehstromgenerator mit Ausgangsspannung 8800 Volt und einer Leistung von 16'500 kVA. Die Turbinen der Zentrale Rempen konnten eine Wassermenge von bis 30 m³/s ausnützen. Jede Turbine hatte einen Turbinenregler mit Fliehkraftregler und eine kleine Pelton-Turbine. Diese Hilfsturbine wurde benötigt, um den Leitapparat mit Öldruck zu versorgen.
Die vier Zentrifugalpumpen in der Zentrale Rempen, mit einer Leitung von rund 5000 PS, sind der Lage 1,25 m³/s maximal 260 Meter hoch zu fördern. Dies reicht aus, um fast den gesamten Sommerabfluss des bei Rempen gefassten Gebietes in den Wägitalersee zu fördern.
Zum Betrieb der Zentrale Rempen waren rund um die Uhr zwei Maschinisten anwesend. Diese mussten beim An- und Abfahren der Maschinengruppen eine festgelegte Sequenz händisch abarbeiten. Zur Kommunikation zwischen dem Mechaniker auf dem Turbinenboden und dem elektrischen Schaltwart auf dem balkonartigen Laufgang im ersten Obergeschoss wurden Glühlampen eingesetzt. Somit wusste der andere Maschinist, wann er den nächsten Schritt in der Sequenz ausführen kann.
Die Leistung wird mit einer 50-kV-Leitung mit vier Stromkreisen vom Schalthaus Siebnen übertragen.
Im Jahre 1972 wurde das Gebäude der Zentrale Rempen renoviert. Ein neuer Kommandoraum mit angrenzendem Relaisraum ersetzten die elektrische Bedienstelle auf dem balkonartigen Laufgang sowie die Vorort-Bedienstellen an den Maschinengruppen. Die Turbinen, Generatoren und Pumpengruppen konnten nun von einem Maschinisten zentral überwacht und automatisiert gefahren werden.
Die einzelnen Maschinentransformatoren wurden durch zwei Transformatoren 50/9 kV (NOK) und 150/9 kV (EWZ) ersetzt. Die Maschinengruppen wurden durch zwei Sammelschienen mit den Transformatoren verbunden.
Die vier Speicherpumpen-Motoren wurden durch neue 9200 Volt Dreiphasen-Synchronmaschinen aus der Maschinenfabrik Oerlikon (Zürich) ersetzt. Bei einer Nenndrehzahl von 750 Umdrehungen pro Minute kann eine Leistung von 4400 kW an die Pumpe abgegeben werden. Die Kühlung wird dabei durch Wasser-Luftkühler sichergestellt.
Die Turbinenregler wurden durch Öldruckregulatoren mit Servomotor ersetzt. Ein Fliehkraftpendel hielt die Drehzahl konstant. Zum Öffnen des Leitapparates wurde eine Ölhydraulik verwendet, zum Schliessen Wasserdruck von der Druckleitung.
1996 wurden die Polspulen der vier Generatoren ersetzt, da die Isolation der damals über 70-jährigen Wicklungen ungenügend waren. Die Kosten beliefen sich auf ca. 650'000 CHF pro Generator.

#### Staumauer Rempen

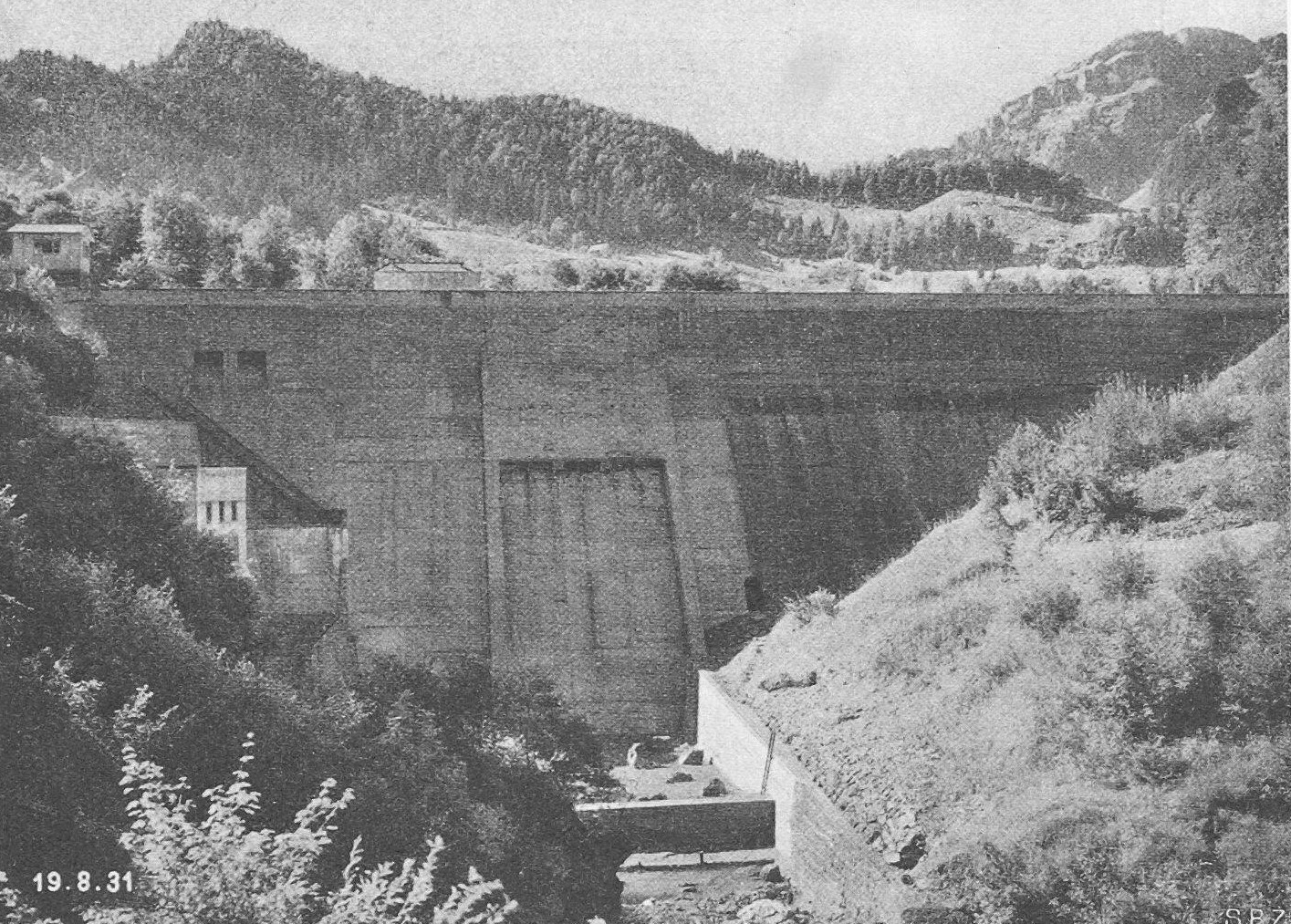
Staumauer Rempen im Jahre 1931

Die gerade Gewichtsstaumauer ist 32 m hoch und hat eine 128 m lange Mauerkrone. Der Bau wurde von Locher & Cie ausgeführt. Bereits wenige Jahre nach der Inbetriebnahme traten frostbedingte Abplatzungen auf, die eine Verkleidung der Oberfläche mit Granit erforderlich machten. 1981 wurden als Abschlussorgane zwei Grundablässe mit einem Durchfluss von jeweils ca. 90 m³/s eingebaut. Unter der Dammkrone befinden sich vier Hochwasserentlastungen mit Saugheber sowie eine automatische Überlaufklappe. Auf der rechten Seite der Staumauer befindet sich der Einlauf mit Drosselklappe zum Druckstollen der Zentrale Siebnen.

#### Zentrale und Schalthaus Siebnen

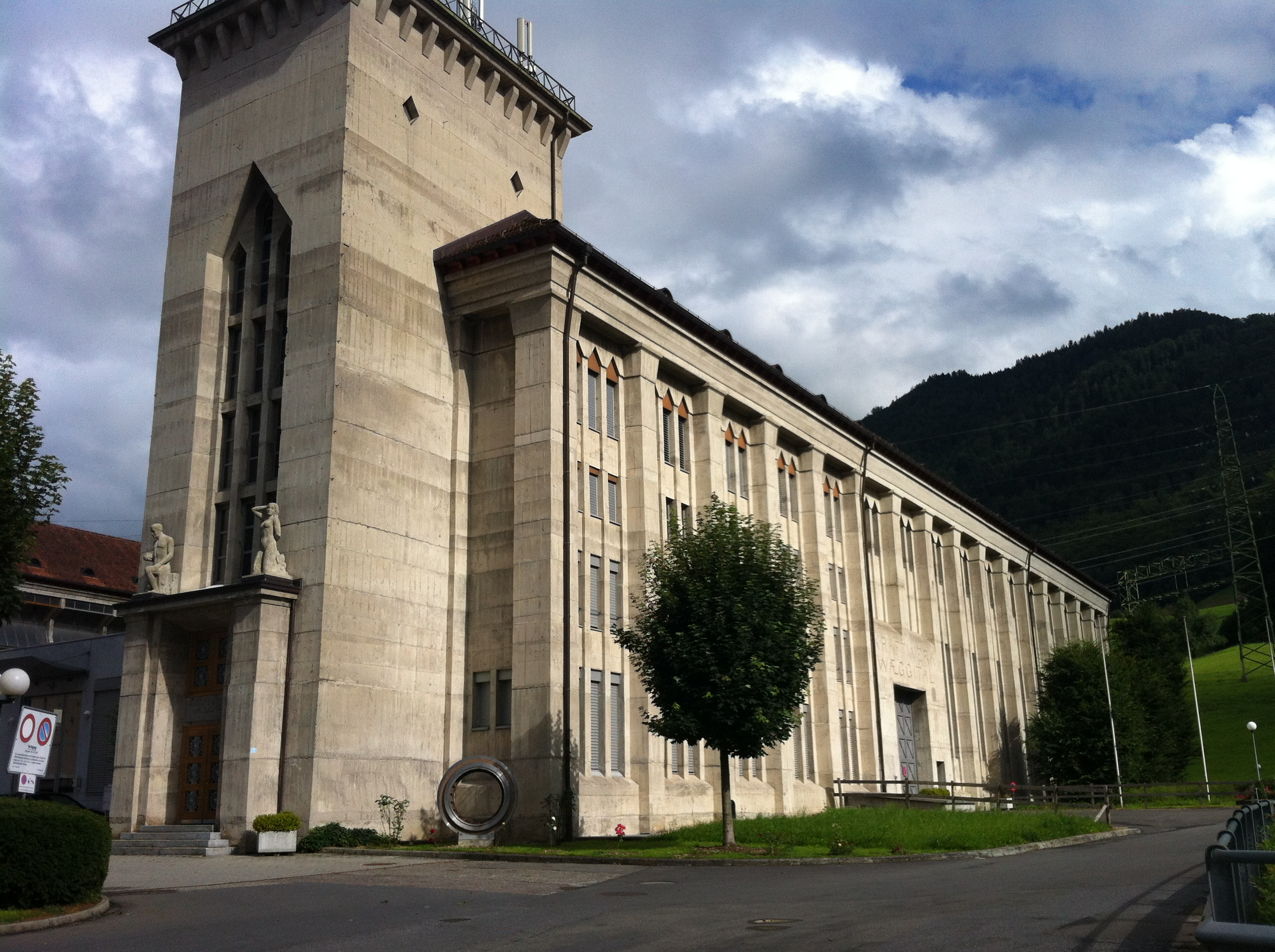
Zentrale Siebnen

Die beiden Betonbauten wurden nach Plänen der Gebrüder Adolf und Heinrich Bräm erbaut. Das Schalthaus ist dabei länger als die Zentrale. Dieser kürzere, parallel zur Wägitaler Aa stehende Bau besitzt ein als Frontturm ausgebildetes Treppenhaus mit dem Hauptportal. Über diesem Portal stehen die beiden Muschelkalkplastiken, die den Ingenieur als Schöpfer und die in den Dienst des Menschen genommene Aa personifizieren. Diese beiden Plastiken wurden von Otto Kappeler geschaffen.
In der Zentrale waren bei der Erstinstallation vier vertikalachsige Francisturbinen mit jeweils 16'000 PS an der Turbinenwelle eingebaut. Die daran angeschlossenen Drehstromgeneratoren weisen eine Leistung von 16'500 kVA bei 8800 Volt Ausgangsspannung auf. Diese Turbinen der Zentrale Siebnen konnten eine Wassermenge von bis 32 m³/s ausnützen.
Im Schalthaus standen bei der Erstausrüstung vier Transformatoren 8,8 kV/50 kV und drei Transformatoren 50 kV/150 kV. Damit wurden zehn abgehende 50-kV- und zwei abgehende 150-kV-Leitungen gespeist. Dazu kommen die vier 50-kV-Übertragungsleitungen von der Zentrale Rempen.

## Bau
Die Bauleitung wurde aufgeteilt. Für den baulichen Teil war der Ingenieur Felix Gugler – zugleich Direktor der NOK –, für den elektro-mechanischen Teil der Ingenieur W. Trün – zugleich Direktor des ewz – zuständig.

Beteiligte Firmen: 

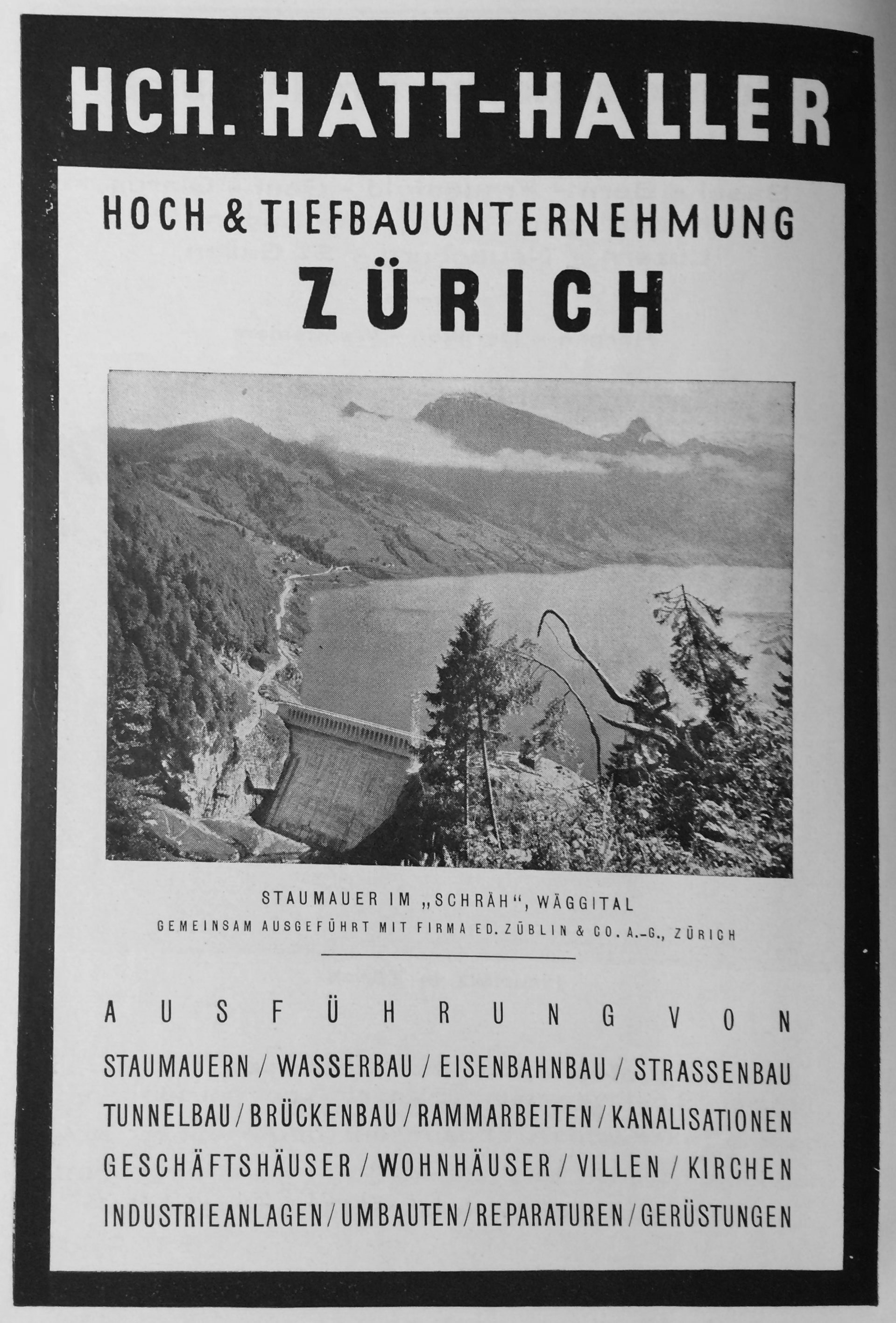
Werbung von Hch. Hatt-Haller mit Abbildung der Staumauer «im Schräh»

- Staumauer Schräh: Hatt-Haller (Zürich), Ed. Züblin & Co (Zürich)
- Staumauer Rempen: Locher & Cie (Zürich)
- Oberer Druckstollen und Wasserfassung: Baumann & Stiefenhofer (Wädenswil)
- Unterer Druckstollen: Simonett & Cie (Zürich)
- Obere Druckleitung: Unterbau; Dr. G. Lücher (Aarau) genieteter Teil; Gebrüder Sulzer (Winterthur) wassergasgeschweiter Teil; Mannesmannwerke (Düsseldorf) Montage; Gebrüder Sulzer
- Untere Druckleitung: Unterbau; J.J. Rüegg & Co (Zürich) Leitung; Gebrüder Sulzer mit Mannesmannwerke Düsseldorf, Escher Wyss & Cie und Wartmann, Vellette & Co Erdarbeiten + Montagemithilfe; G. Spärry (Näffels)
- Maschinenhaus Rempen: Simonett & Co (Zürich)
- Maschinenhaus Siebnen und Schalthaus: J.J. Rüegg & Co
- Turbinen: Escher Wyss & Co (Zürich)
- Generatoren (Rempen) und Transformatoren (Rempen + Siebnen): Brown, Boveri & Cie. (Baden)
- Generatoren (Siebnen): Maschinenfabrik Oerlikon (Zürich)
- Hochdruck-Zentrifugalpumpen (nur Rempen): Gebrüder Sulzer (Winterthur)
- Motoren der Hochdruck-Zentrifugalpumpen (nur Rempen): Maschinenfabrik Oerlikon (Zürich)